# Weerawat Jiraphaksiri
Weerawat Jirapuksiri (thailändisch วีรวัฒน์ เกิดปั้น; * 18. Mai 1994), auch als Hon bekannt, ist ein thailändischer Fußballspieler.

## Karriere
Weerawat Jiraphaksiri erlernte das Fußballspielen in der Jugendmannschaft von Muangthong United in Pak Kret. Über die Vereine Nakhon Nayok FC und Bangkok Glass wechselte er zu Air Force Central.
Mit dem Bangkoker Verein spielte in der zweiten thailändischen Liga, der Thai League 2. Am Ende der Saison 2017 wurde der Verein Vizemeister und stieg in die erste Liga auf. Nach dem Aufstieg verließ er die Air Force und wechselte 2018 zum Viertligisten Khon Kaen United FC nach Khon Kaen. Hier spielte er die Hinserie. Zur Rückserie ging er Mitte 2018 zum Zweitligisten Udon Thani FC nach Udon Thani. Für Udon Thani spielte er bis Mitte 2019. Der Erstligist Nakhon Ratchasima FC aus Nakhon Ratchasima nahm ihn ab der Rückserie 2019 unter Vertrag. Für Korat absolvierte er 25 Erstligaspiele. Zur Saison 2021/22 nahm ihn der Zweitligist Kasetsart FC unter Vertrag. Bei dem Verein aus der Hauptstadt Bangkok stand er bis Mitte Dezember 2021 unter Vertrag. Für den Zweitligisten absolvierte er zehn Zweitligaspiele. Nach der Hinserie wechselte er zum Drittligisten Muang Loei United FC. Mit dem Verein aus Loei wurde er am Ende der Saison Meister der North/Eastern Region. In den Aufstiegsspielen zur zweiten Liga konnte man sich nicht durchsetzen. Zu Beginn der Saison 2022/23 nahm ihn der Zweitligist Udon Thani FC unter Vertrag. Sechsmal stand er für den Verein aus Udon Thani in der Hinrunde 2022/23 auf dem Spielfeld. Zur Rückrunde wechselte er zum Drittligisten Samut Songkhram FC. Mit dem Verein aus Samut Songkhram spielte er zehnmal in der Western Region der Liga. Zu Beginn der Saison 2023/24 unterschrieb er im Juni 2023 einen Vertrag beim Erstligaabsteiger Nakhon Ratchasima FC. Am Ende der Saison 2023/24 feierte er mit dem Verein die Meisterschaft der zweiten Liga sowie den direkten Wiederaufstieg in die erste Liga. Nach zwei Spielzeiten, in der er 50 Ligaspiele bestritt, wurde sein Vertrag im Sommer 2025 nicht verlängert. Ende Juni 2025 nahm ihn der Zweitligist Police Tero FC unter Vertrag.

## Erfolge
Nakhon Ratchasima FC
- Thailändischer Zweitligameister: 2023/24  ▲